# Katedra św. Wawrzyńca w Trapani
Katedra św. Wawrzyńca (wł. Cattedrale di San Lorenzo) – rzymskokatolicka katedra w Trapani, w diecezji Trapani, bazylika mniejsza. Położona jest przy Corso Vittorio Emmanuele, w historycznym centrum miasta.

## Historia
Pierwszy kościół św. Wawrzyńca, na miejscu dzisiejszej katedry, wzmiankowany jest w I poł. XV w., od 1434 jako parafialny. Dzięki wsparciu zamożnych rodzin z Trapani kościół został po tej dacie rozbudowano o kaplice, z których najważniejszą była kaplica św. Stefana zbudowana przez rodzinę Vento. Kolejne rozbudowy i remonty kościoła miały miejsce w XVII w., w latach 1602-1639, gdy m.in. zbudowano absydy. Następnie do świątyni dostawiono kaplicę św. Jerzego (na miejscu domów pierwotnie przylegających do kościoła) i wzniesiono nową, zaprojektowaną przez P. B. Certę kopułę. W 1716 do świątyni wstawiono organy. Kolejną gruntowną przebudowę - kaplic bocznych, chóru, kopuły, dzwonnicy, aneksów - przeprowadzono według projektu Giovanniego Biagia Amico. Trwała ona do 1740. W 1747 kościół św. Wawrzyńca otrzymał rangę kolegiaty. W 1788 podjęto kolejną przebudowę świątyni, która z powodu trudności finansowych trwała blisko piętnaście lat.
W 1844 kościół św. Wawrzyńca stał się katedrą diecezji Trapani.
W 1990 katedrę otoczono nowym ogrodzeniem z brązu i żelaza, które zastąpiło starsze, drewniane. Po 1995 wymieniono natomiast część wyposażenia wnętrza: ołtarz główny, cyborium, kamienną ambonę, chrzcielnicę, tron biskupi.
Na wyposażeniu katedry pozostaje obraz Złożenia do grobu szkoły flamandzkiej oraz obraz św. Jerzego pędzla Andrei Carreca z XVII w..